# Celeron M
Il termine Celeron M identifica la versione ridotta e a basso costo della CPU mobile Pentium M introdotta nel gennaio 2004 e sviluppata da Intel per l'utilizzo in computer portatili al fine di bilanciare accuratamente le prestazioni e i consumi. Il nome unisce 2 marchi ormai "storici" del colosso di Santa Clara, il termine "Celeron" richiama alla mente degli utilizzatori che il processore in questione è destinato alla fascia economica del mercato (Celeron è infatti il nome delle CPU entry level di Intel da molti anni), mentre la "M" richiama alla mente che esso deriva dal più blasonato Pentium M che ha rappresentato una vera innovazione nel campo delle CPU mobile.

## Differenze con il Pentium M
Le differenze sostanziali tra un Celeron M e un Pentium M consistono in una ridotta dotazione di cache L2 da parte del primo (tipicamente pari alla metà di quella integrata nei core originali su cui è basato il Pentium M) e nell'assenza di qualsiasi tecnologia per il risparmio energetico come la Intel SpeedStep Technology.

### Non fa parte di un sistema Centrino
Tale processore però, non può essere integrato in sistemi Centrino, ovvero, un computer portatile può esporre il logo "Centrino" solo se contiene al suo interno questi 3 componenti chiave:
- CPU - Deve essere un processore Pentium M
- Chipset - Un modello appartenente alla famiglia i855
- Scheda wireless - Scheda Intel PRO/Wireless 2100 (IEEE 802.11b) o PRO/Wireless 2200 (IEEE 802.11b/g)

Se contiene una CPU Celeron M non è un sistema Centrino.

## Caratteristiche principali

### Banias-512
Il primo processore Celeron M aveva nome in codice Banias-512. Come il nome lascia intuire si trattava di una versione ridotta del core Banias alla base del primo Pentium M, da cui derivava con la perdita di metà della cache L2 e della tecnologia SpeedStep. Aveva prestazioni leggermente inferiori se paragonato al Pentium M, ma con una durata della batteria sensibilmente minore.

### Dothan-1024
Quando Intel ha lanciato il suo Pentium M migliorato,in precedenza chiamato Dothan ha lanciato contemporaneamente anche l'evoluzione del Celeron M Banias-512, basandola sul core originario Dothan riducendone la cache L2 a 1 MB, che prende quindi il nome di Dothan-1024.

### Yonah
Sebbene l'evoluzione di Dothan, Yonah, abbia preso il nome commerciale di Core Duo, per la fascia economica Intel ha deciso di mantenere il nome Celeron M anche per le CPU derivate dalla nuova architettura. Furono successivamente introdotti altri modelli, quali il 410 a 1,46 GHz, il 440 a 1,86 GHz e la versione a basso voltaggio 423 a 1,06 GHz. Nel 2007 fu commercializzata la versione 443.

### Conroe-L
Come fatto con Yonah, anche per le versioni economiche derivate dalla nuova architettura "Core", è stato mantenuto il nome commerciale di Celeron M.

## Modelli
La tabella seguente mostra tutti i modelli di Celeron M arrivati sul mercato. Molti di questi condividono caratteristiche comuni pur essendo basati su core diversi; per questo motivo, allo scopo di rendere maggiormente evidente tali affinità e "alleggerire" la visualizzazione alcune colonne mostrano un valore comune a più righe. Di seguito anche una legenda dei termini (alcuni abbreviati) usati per l'intestazione delle colonne:
- Nome commerciale: si intende il nome con cui è stato immesso in commercio quel particolare esemplare.
- Data: si intende la data di immissione sul mercato di quel particolare esemplare.
- N°C.: sta per "number core" e si intende il numero di core montati sul package: 1 se "single core" o 2 se "dual core".
- Socket: lo zoccolo della scheda madre in cui viene inserito il processore. In questo caso il numero rappresenta oltre al nome anche il numero dei pin di contatto.
- Clock: la frequenza di funzionamento del processore.
- Molt.: sta per "Moltiplicatore" ovvero il fattore di moltiplicazione con il quale bisogna moltiplicare la frequenza di bus dividendo il prodotto per 4 per ottenere la frequenza del processore.
- Proc. prod.: sta per "Processo produttivo" e indica tipicamente la dimensione dei gate dei transistors (180 nm, 130 nm, 90 nm) e il numero di transistor integrati nel processore espresso in milioni.
- Voltag.: sta per "Voltaggio" e indica la tensione di alimentazione del processore.
- Watt: si intende il consumo massimo di quel particolare esemplare.
- Bus: frequenza del bus di sistema.
- Cache: dimensione delle cache di 1º e 2º livello.
- XD: sta per "XD-bit" e indica l'implementazione della tecnologia di sicurezza che evita l'esecuzione di codice malevolo sul computer.
- 64: sta per "EM64T" e indica l'implementazione della tecnologia a 64 bit di Intel.
- HT: sta per "Hyper-Threading" e indica l'implementazione della esclusiva tecnologia Intel che consente al sistema operativo di vedere 2 core logici.
- ST: sta per "SpeedStep Technology" ovvero la tecnologia di risparmio energetico sviluppata da Intel e inserita negli ultimi Pentium 4 Prescott serie 6xx per contenere il consumo massimo.
- VT: sta per "Vanderpool Technology", la tecnologia di virtualizzazione che rende possibile l'esecuzione simultanea di più sistemi operativi differenti contemporaneamente.
- Core: si intende il nome in codice del progetto alla base di quel particolare esemplare.

| Nome Commerciale  | Data            | Socket | N°C. | Clock    | Molt. | Pr.Prod. | Voltag.   | Watt   | Bus     | Cache            | XD | 64 | HT | ST | VT | Core        |
| ----------------- | --------------- | ------ | ---- | -------- | ----- | -------- | --------- | ------ | ------- | ---------------- | -- | -- | -- | -- | -- | ----------- |
| Celeron M 310     | 5 gennaio 2004  | 479, M | 1    | 1,2 GHz  | 12x   | 130 nm   | 1,356 V   | 24,5 W | 400 MHz | L1=64KB L2=512KB | No | No | No | No | No | Banias-512  |
| Celeron M 320     | 5 gennaio 2004  | 479, M | 1    | 1,3 GHz  | 13x   | 130 nm   | 1,356 V   | 24,5 W | 400 MHz | L1=64KB L2=512KB | No | No | No | No | No | Banias-512  |
| Celeron M 330     | 7 aprile 2004   | M      | 1    | 1,4 GHz  | 14x   | 130 nm   | 1,356 V   | 24,5 W | 400 MHz | L1=64KB L2=512KB | No | No | No | No | No | Banias-512  |
| Celeron M 340     | 1º giugno 2004  | M      | 1    | 1,5 GHz  | 15x   | 130 nm   | 1,356 V   | 24,5 W | 400 MHz | L1=64KB L2=512KB | No | No | No | No | No | Banias-512  |
| Celeron M 350     | 31 agosto 2004  | 479, M | 1    | 1,3 GHz  | 13x   | 90 nm    | 1,26 V    | 21 W   | 400 MHz | L1=64KB L2=1MB   | No | No | No | No | No | Dothan-1024 |
| Celeron M 360     | 31 agosto 2004  | 479, M | 1    | 1,4 GHz  | 14x   | 90 nm    | 1,26 V    | 21 W   | 400 MHz | L1=64KB L2=1MB   | No | No | No | No | No | Dothan-1024 |
| Celeron M 370     | 19 gennaio 2005 | 479, M | 1    | 1,5 GHz  | 15x   | 90 nm    | 1,26 V    | 21 W   | 400 MHz | L1=64KB L2=1MB   | No | No | No | No | No | Dothan-1024 |
| Celeron M 350 J   | N.D.            | 479, M | 1    | 1,3 GHz  | 13x   | 90 nm    | 1,26 V    | 21 W   | 400 MHz | L1=64KB L2=1MB   | Sì | No | No | No | No | Dothan-1024 |
| Celeron M 360 J   | N.D.            | 479, M | 1    | 1,4 GHz  | 14x   | 90 nm    | 1,26 V    | 21 W   | 400 MHz | L1=64KB L2=1MB   | Sì | No | No | No | No | Dothan-1024 |
| Celeron M 370 J   | N.D.            | 479, M | 1    | 1,5 GHz  | 15x   | 90 nm    | 1,26 V    | 21 W   | 400 MHz | L1=64KB L2=1MB   | Sì | No | No | No | No | Dothan-1024 |
| Celeron M 380     | 28 luglio 2005  | 479, M | 1    | 1,6 GHz  | 16x   | 90 nm    | 1,26 V    | 21 W   | 400 MHz | L1=64KB L2=1MB   | Sì | No | No | No | No | Dothan-1024 |
| Celeron M ULV 333 | 7 aprile 2004   | 479    | 1    | 0,9 GHz  | 9x    | 130 nm   | 1,004 V   | 7 W    | 400 MHz | L1=64KB L2=512KB | No | No | No | No | No | Banias-512  |
| Celeron M ULV 353 | 20 luglio 2004  | 479    | 1    | 0,9 GHz  | 9x    | 90 nm    | 0,94 V    | 5 W    | 400 MHz | L1=64KB L2=512KB | No | No | No | No | No | Dothan-1024 |
| Celeron M ULV 373 | 19 gennaio 2005 | 479    | 1    | 1,0 GHz  | 10x   | 90 nm    | 0,94 V    | 5 W    | 400 MHz | L1=64KB L2=512KB | Sì | No | No | No | No | Dothan-1024 |
| Celeron M ULV 383 | N.A.            | 479    | 1    | 1,0 GHz  | 10x   | 90 nm    | 0,94 V    | N.A.   | 400 MHz | L1=64KB L2=1MB   | Sì | No | No | No | No | Dothan-1024 |
| Celeron M 410     | 12 aprile 2006  | M      | 1    | 1,47 GHz | 11x   | 65 nm    | 1.0–1.3 V | 27     | 533 MHz | L1=64KB L2=1MB   | Sì | No | No | No | No | Yonah       |
| Celeron M 420     | 12 aprile 2006  | M      | 1    | 1,6 GHz  | 12x   | 65 nm    | 1.0–1.3 V | 27     | 533 MHz | L1=64KB L2=1MB   | Sì | No | No | No | No | Yonah       |
| Celeron M 430     | 12 aprile 2006  | M      | 1    | 1,73 GHz | 13x   | 65 nm    | 1.0–1.3 V | 27     | 533 MHz | L1=64KB L2=1MB   | Sì | No | No | No | No | Yonah       |
| Celeron M 440     | ottobre 2006    | 479, M | 1    | 1,87 GHz | 14x   | 65 nm    | 1.0–1.3 V | 27     | 533 MHz | L1=64KB L2=1MB   | Sì | No | No | No | No | Yonah       |
| Celeron M 450     | ottobre 2006    | M      | 1    | 2 GHz    | 15x   | 65 nm    | 1.0–1.3 V | 27     | 533 MHz | L1=64KB L2=1MB   | Sì | No | No | No | No | Yonah       |

## Altri modelli
Intel ha immesso a suo tempo altre soluzioni Celeron M basate sulla successiva architettura "Core" dei Core 2 Duo, ma erano single core. Sembra che tali CPU derivassero dal core Conroe-L, single core, piuttosto dal dual core Conroe. I modelli in questione erano:
- Celeron® M 520 - clock di 1,6 GHz, cache L2 da 1 MB, BUS a 533 MHz FSB

seguita nel corso del secondo trimestre 2007 da:
- Celeron® M 530 - clock di 1,73 GHz, cache L2 da 1 MB, BUS a 533 MHz FSB
- Celeron® M 540 - clock di 1,86 GHz, cache L2 da 1 MB, BUS a 533 MHz FSB
- Celeron® M 550 - clock di 2,00 GHz, cache L2 da 1 MB, BUS a 533 MHz FSB
- Celeron® M 560 - clock di 2,13 GHz, cache L2 da 1 MB, BUS a 533 MHz FSB
- Celeron® M 570 - clock di 2,26 GHz, cache L2 da 1 MB, BUS a 533 MHz FSB